# Diocesi di Carabayllo
La diocesi di Carabayllo (in latino Dioecesis Carabaillensis) è una sede della Chiesa cattolica in Perù suffraganea dell'arcidiocesi di Lima. Nel 2021 contava 2.604.860 battezzati su 3.237.650 abitanti. È retta dal vescovo Neri Menor Vargas, O.F.M.

## Territorio
La diocesi comprende i seguenti distretti della parte settentrionale della provincia di Lima: Comas, Carabayllo, Independencia, Los Olivos, San Martín de Porres, Puente Piedra, Ancón, Santa Rosa; fa parte della diocesi anche il distretto di Santa Rosa de Quives nella provincia di Canta.
La sede vescovile si trova a Sol de Oro, nel distretto di Los Olivos, dove sorge la cattedrale del Buon Pastore.
Il territorio è suddiviso in 52 parrocchie, raggruppate in 4 vicariati.

## Storia
La diocesi è stata eretta il 14 dicembre 1996, ricavandone il territorio dall'arcidiocesi di Lima.

## Cronotassi dei vescovi
Si omettono i periodi di sede vacante non superiori ai 2 anni o non storicamente accertati.
- Lino Panizza Richero, O.F.M.Cap. (14 dicembre 1996 - 20 aprile 2022 ritirato)
- Neri Menor Vargas, O.F.M., dal 20 aprile 2022

## Statistiche
La diocesi nel 2021 su una popolazione di 3.135.000 persone contava 2.523.421 battezzati, corrispondenti all'80,5% del totale.
| anno | popolazione | popolazione | popolazione | presbiteri | presbiteri | presbiteri | presbiteri                | diaconi | religiosi | religiosi | parrocchie |
| anno | battezzati  | totale      | %           | numero     | secolari   | regolari   | battezzati per presbitero | diaconi | uomini    | donne     | parrocchie |
| ---- | ----------- | ----------- | ----------- | ---------- | ---------- | ---------- | ------------------------- | ------- | --------- | --------- | ---------- |
| 1999 | 1.785.905   | 1.990.815   | 89,7        | 60         | 26         | 34         | 29.765                    | 5       | 42        | 150       | 40         |
| 2000 | 1.875.905   | 1.990.815   | 94,2        | 80         | 46         | 34         | 23.448                    | 5       | 41        | 156       | 40         |
| 2001 | 1.900.000   | 2.000.000   | 95,0        | 71         | 38         | 33         | 26.760                    | 13      | 61        | 166       | 41         |
| 2002 | 1.800.600   | 2.000.000   | 90,0        | 59         | 31         | 28         | 30.518                    | 14      | 67        | 184       | 41         |
| 2003 | 1.900.000   | 2.100.000   | 90,5        | 75         | 45         | 30         | 25.333                    | 1       | 67        | 190       | 41         |
| 2004 | 2.000.000   | 2.300.000   | 87,0        | 72         | 36         | 36         | 27.777                    | 14      | 70        | 190       | 41         |
| 2006 | 2.053.000   | 2.360.000   | 87,0        | 99         | 50         | 49         | 20.737                    | 14      | 81        | 190       | 41         |
| 2013 | 2.347.000   | 2.546.029   | 92,2        | 104        | 68         | 36         | 22.567                    | 9       | 67        | 205       | 44         |
| 2016 | 2.522.473   | 3.100.530   | 81,4        | 124        | 82         | 42         | 20.342                    | 9       | 68        | 201       | 44         |
| 2019 | 2.523.421   | 3.135.000   | 80,5        | 114        | 95         | 19         | 22.135                    | 8       | 43        | 166       | 50         |
| 2021 | 2.604.860   | 3.237.650   | 80,5        | 130        | 97         | 33         | 20.037                    | 7       | 57        | 161       | 52         |